# Autostrada A18 (Portugalia)
Autostrada A18 (port. Autoestrada A18, Autoestrada Torres Vedras/Carregado) – projektowana autostrada w środkowej Portugalii, w regionie Lizbony. 
Autostrada ma łączyć miasto Torres Vedras i Carregado, Będzie stanowić połączenie między autostradami  i .